# Ådöfjärden
Ådöfjärden är en fjärd i Finland. Den ligger i landskapet Österbotten, i den centrala delen av landet, 400 km norr om huvudstaden Helsingfors.
Ådöfjärden avgränsas av Ådön i sydväst, Lillsandören i söder, Alholmen i sydöst, Sandgrundet i öster samt Sandgrundet och Malgrundet i norr. Den ansluter till Alholmsfjärden i sydöst.